# Defence Intelligence

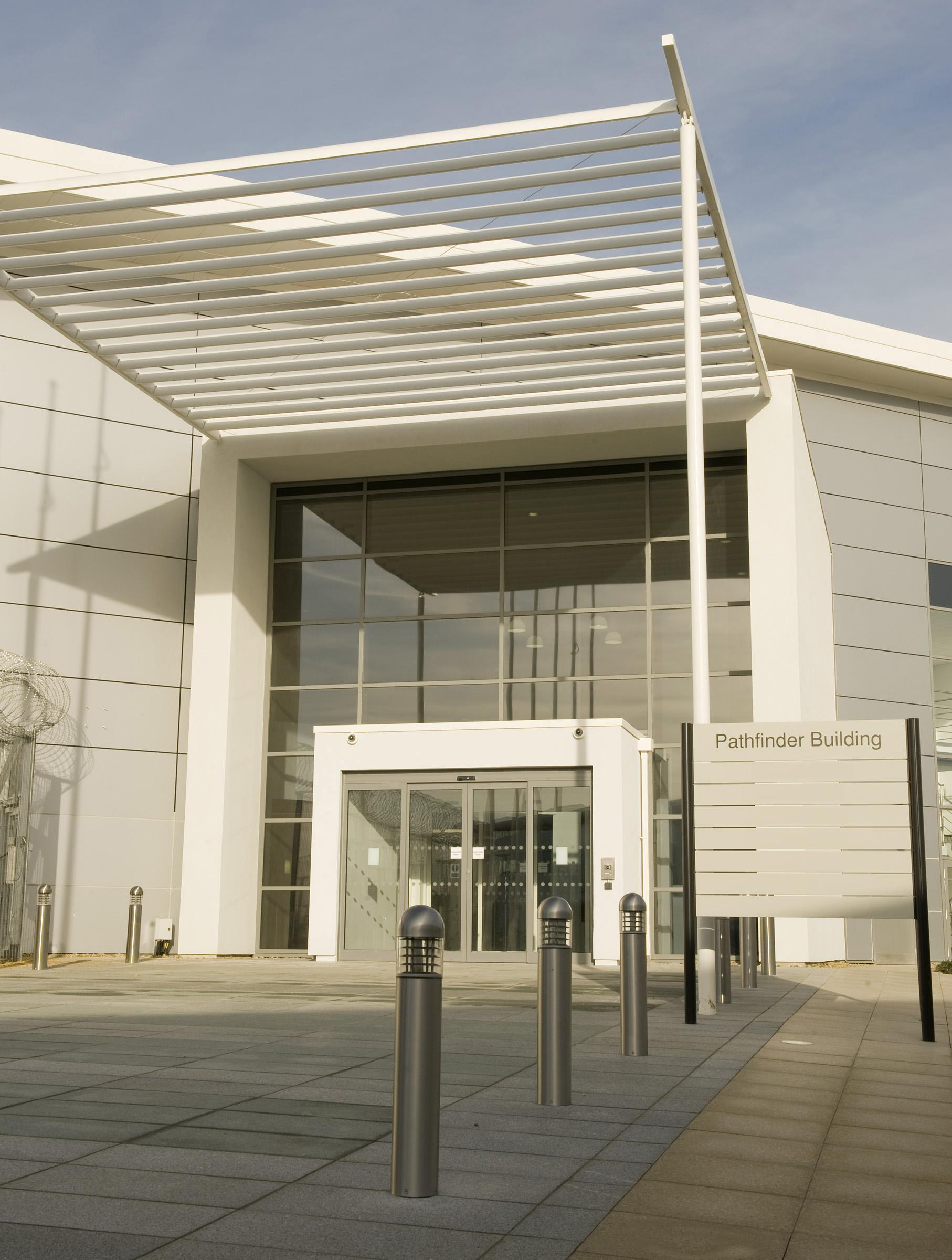
Pathfinder Building in Wyton (2013)

Defence Intelligence (DI, bis 2009 Defence Intelligence Staff (DIS)) ist der Militärnachrichtendienst des Vereinigten Königreichs. Er untersteht als Unterabteilung dem Verteidigungsministerium.

## Organisation
Defence Intelligence (DI) ist direkt dem Chief of Defence Intelligence (CDI) unterstellt. Der CDI ist wiederum Teil des Verteidigungsministeriums und verantwortlich für die Steuerung, Koordination und Überwachung aller nachrichtendienstlichen Aktivitäten innerhalb des britischen Militärs.
DI besteht aus dem Cyber Intelligence and Information Integration und dem Deputy Chief of Defence Intelligence. Der Deputy Chief of Defence Intelligence hat als weiteres den Defence Intelligence Analysis Staff (DIAS) unter sich, welcher zuständig ist für die Durchführung von strategischen und taktischen Analysen, um Entscheidungen auf höchster Ebene zu unterstützen. DIAS arbeitet mit einigen anderen nationalen und internationalen Geheimdienstorganisationen zusammen und sammelt Informationen aus verschiedenen Quellen, unter anderem Satellitenbilder und soziale Medien. Eine weitere Abteilung ist die Cyber Intelligence and Information Integration (CI3), die sich auf die Sammlung und Analyse von Informationen im Zusammenhang mit Cyber-Angriffen und -Bedrohungen konzentriert. Die CI3 arbeitet eng mit anderen nationalen und internationalen Geheimdienstorganisationen, um sicherheitsrelevante Informationen zu sammeln und zu analysieren, um britische Interessen im Cyberspace zu schützen.

## Personal
Das Personal von Defence Intelligence besteht aus einer Mischung von Militär- und Zivilangestellten. Dabei sind etwa 60 % aus dem Militär, während 40 % zivil sind.

## Geschichte
Defence Intelligence wurde 1946 unter der Bezeichnung Joint Intelligence Bureau (JIB) unter der Leitung von General Kenneth Strong gegründet. Es folgte dem Directorate of Military Intelligence. Nach der Gründung des Verteidigungsministeriums 1964 entstand der Dienst in seiner heutigen Form.
Im Zuge des russischen Überfalls auf die Ukraine im Frühjahr 2022 begann die DI beinahe täglich Berichte zur militärischen Lage in der Ukraine beziehungsweise Berichte zum Kriegsverlauf im Messengerdienst Telegram und auf Twitter zu veröffentlichen (siehe Chronologie des russischen Überfalls auf die Ukraine).